# Kusbölehelvetet

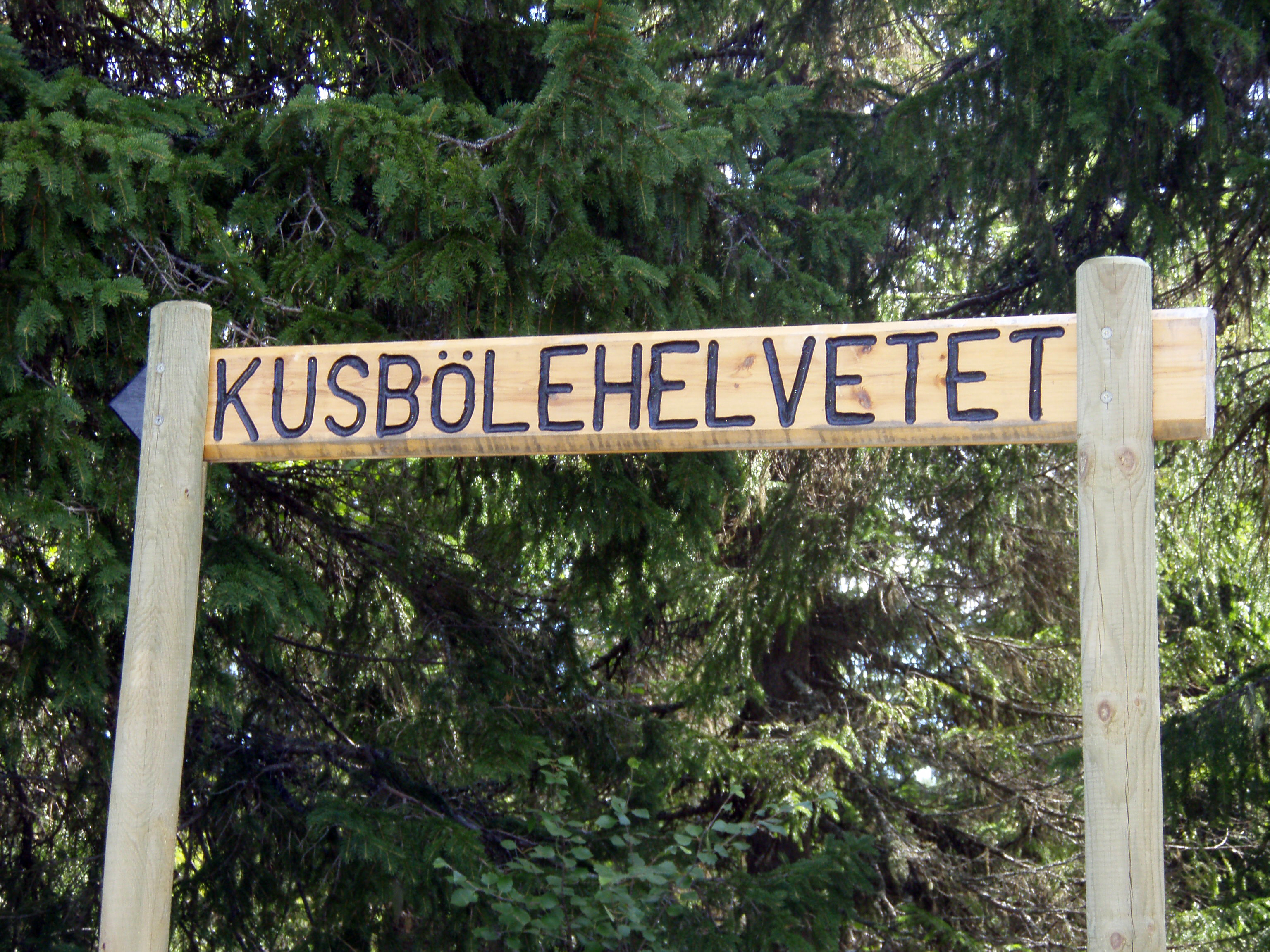
Skylt

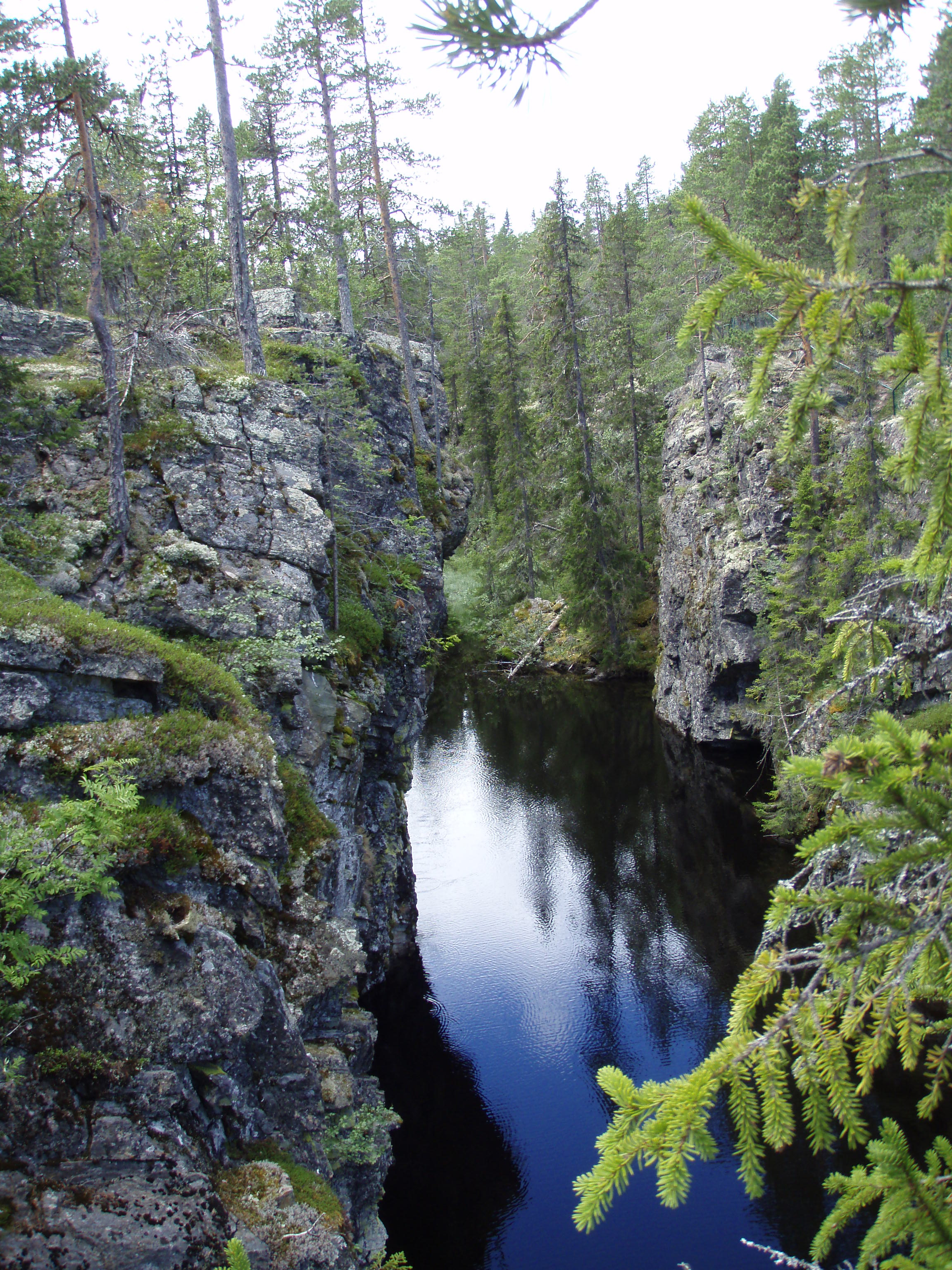
Kusbölehelvetet

Kusbölehelvetet är en kanjonartad sprickdal i Högån cirka 15 km väster om Myrviken i Ovikens socken i södra Jämtland. 
Den är cirka 20 meter djup och cirka 2000 meter lång. Intill ligger ett stort antal flertusenåriga fångstgropar,  och Helvetesbäcken, vilken delvis har sitt lopp under markytan.

## Namnet
En tolkning av namnet Kusböle är att det kan komma från kuse och betyda en stor stark man eller björn, böle kommer från bosättning, och helvete var ett ord för ”stygga” svåra platser. En skylt längs vägen från Myrviken mot Gräftåvallen visar vägen till Kusbölehelvetet.

## Övrigt
Musikern Waldemar Swiergiel har inspirerats till att komponera ett musikstycke för trombonkvartett, namngivet efter Kusbölehelvetet.